# Bellaing

Bellaing este o comună în departamentul Nord, Franța. În 1 ianuarie 2022 avea o populație de 1.315 de locuitori.